# Stoeba simplex
Stoeba simplex är en svampdjursart som först beskrevs av Carter 1880.  Stoeba simplex ingår i släktet Stoeba och familjen Pachastrellidae. Inga underarter finns listade i Catalogue of Life.